# Rolf Vogelsang

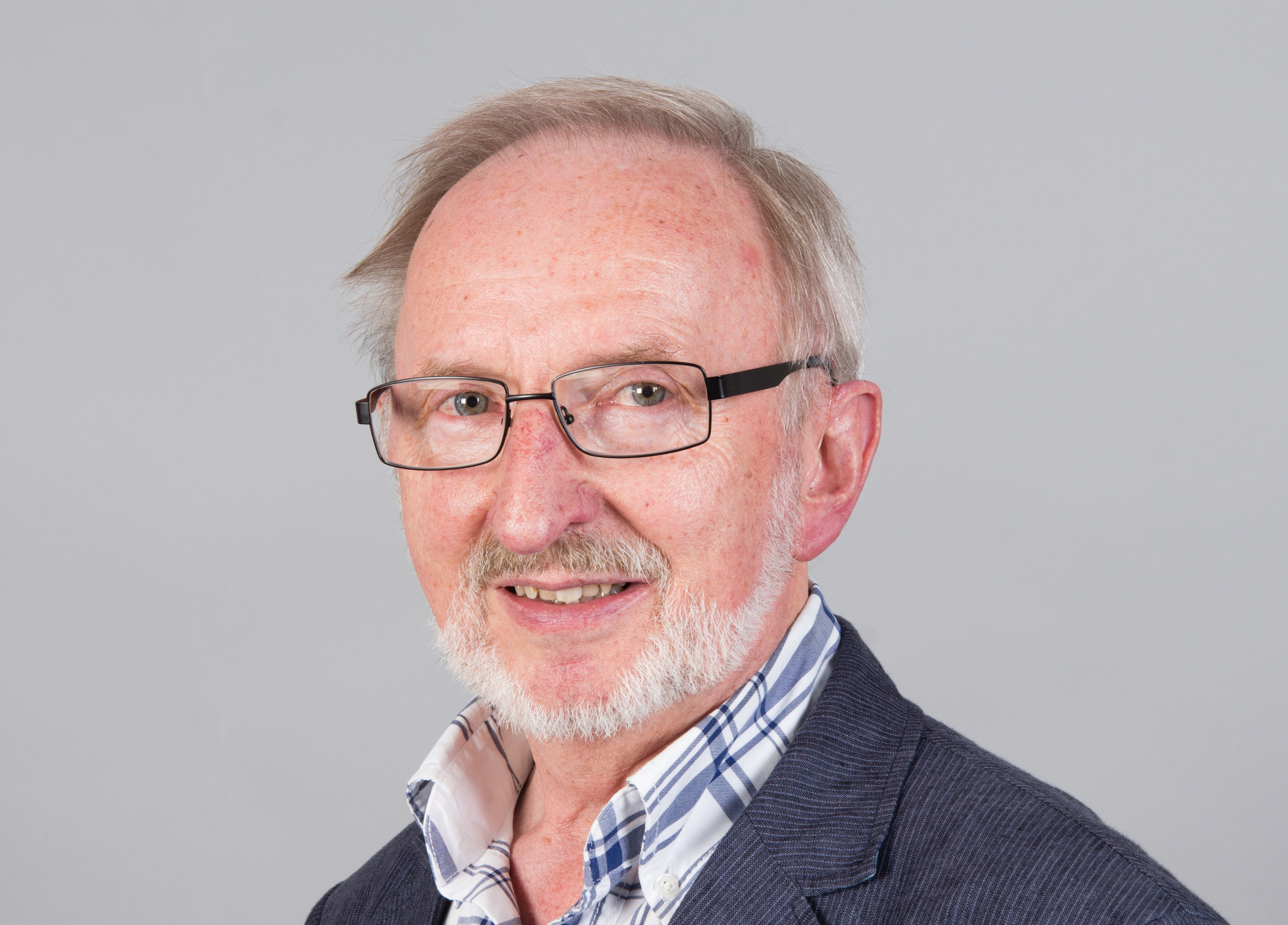
Rolf Vogelsang, 2014

Rolf Vogelsang (* 25. Juli 1945 in Bremen) ist ein deutscher Politiker (SPD) und war Mitglied der Bremischen Bürgerschaft.

## Leben
Vogelsang war in den Jahren 1962 bis 1974 Bremer Beamter und leistete von 1966 bis 1968 seinen Wehrdienst. Er erwarb im Jahr 1972 seine Hochschulreife und studierte von 1974 bis 1980 auf Lehramt in den Fächern Englisch und Sport. Von 1982 bis 2010 war er an verschiedenen Schulen als Lehrer tätig. 
Vogelsang ist verheiratet und hat zwei Kinder.

## Politik
Vogelsang ist seit dem Jahr 1963 Mitglied in der SPD. Von 2008 bis 2009 war er Zweiter Vorsitzender und seit 2010 ist er Vorsitzender des SPD-Ortsvereins Oslebshausen. 
Er war von 1999 bis 2011 Mitglied im Beirat des Stadtteils Bremen-Gröpelingen und dort in den Jahren 1999 bis 2003 Fraktionssprecher der SPD. 
In der 18. Wahlperiode ist er von 2011 bis 2015 Mitglied der Bremischen Bürgerschaft (Nachrücker für ein Senatsmitglied).Er war vertreten im Ausschuss für Bürgerbeteiligung, bürgerschaftliches Engagement und Beiräte (Stadt), Betriebsausschuss KiTa Bremen, Betriebsausschuss Musikschule Bremen, Betriebsausschuss Stadtbibliothek Bremen und Bremer Volkshochschule, Betriebsausschuss „Umweltbetrieb Bremen“ und im Petitionsausschuss (Land und Stadt) sowie in der städtischen Deputation für Bildung.

## Weitere Mitgliedschaften
Vogelsang ist seit über 45 Jahren aktiv Mitglied im örtlichen Sportverein SVGO und den Gewerkschaften ÖTV und GEW. Er ist im Arbeiter-Samariter-Bund (ASB) und in diversen Schulvereinen.